# Abwurfdach

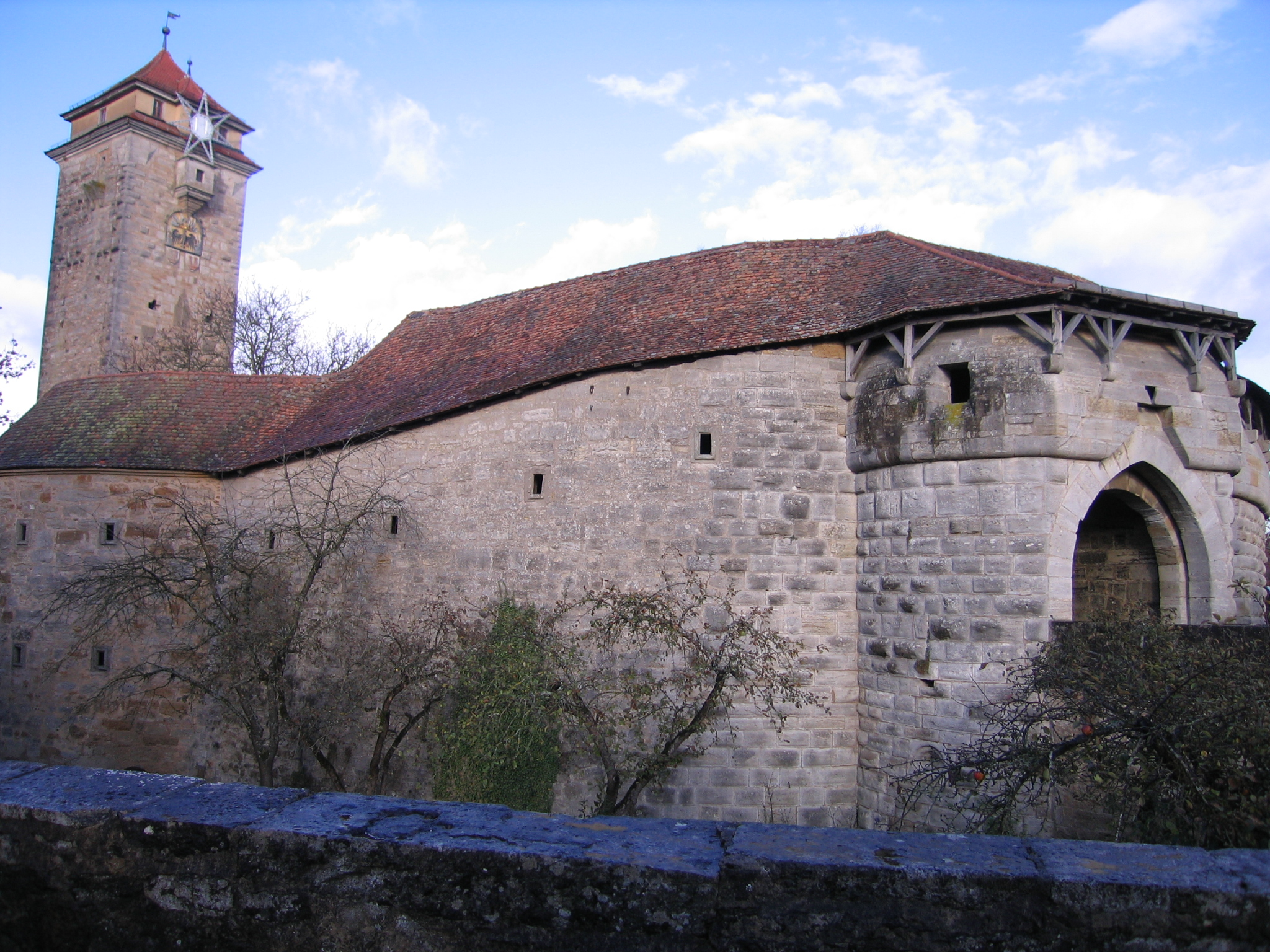
Die Spitalbastei in Rothenburg ob der Tauber

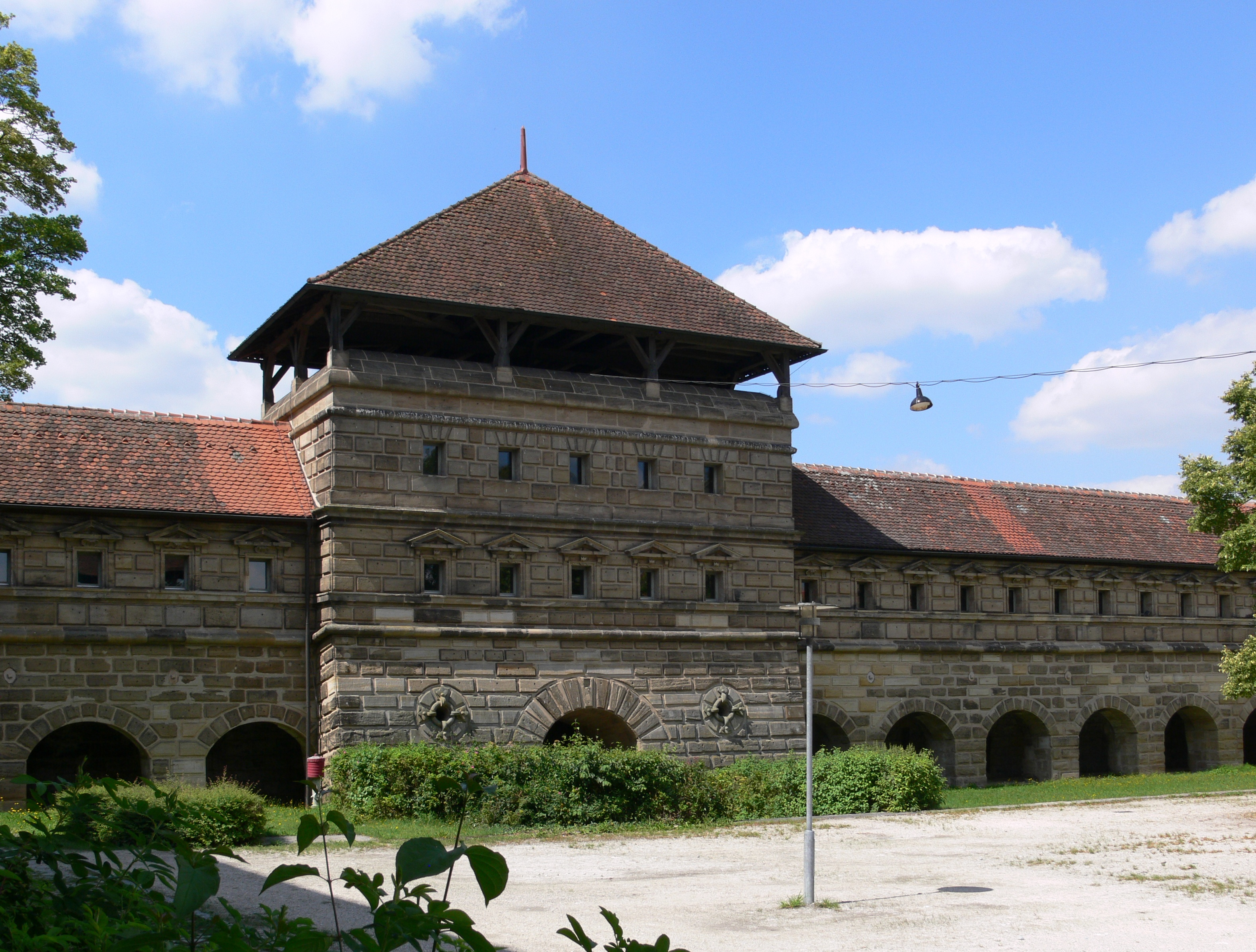
Abwurfdach auf einem Kavalier der mittelfränkischen Festung Lichtenau

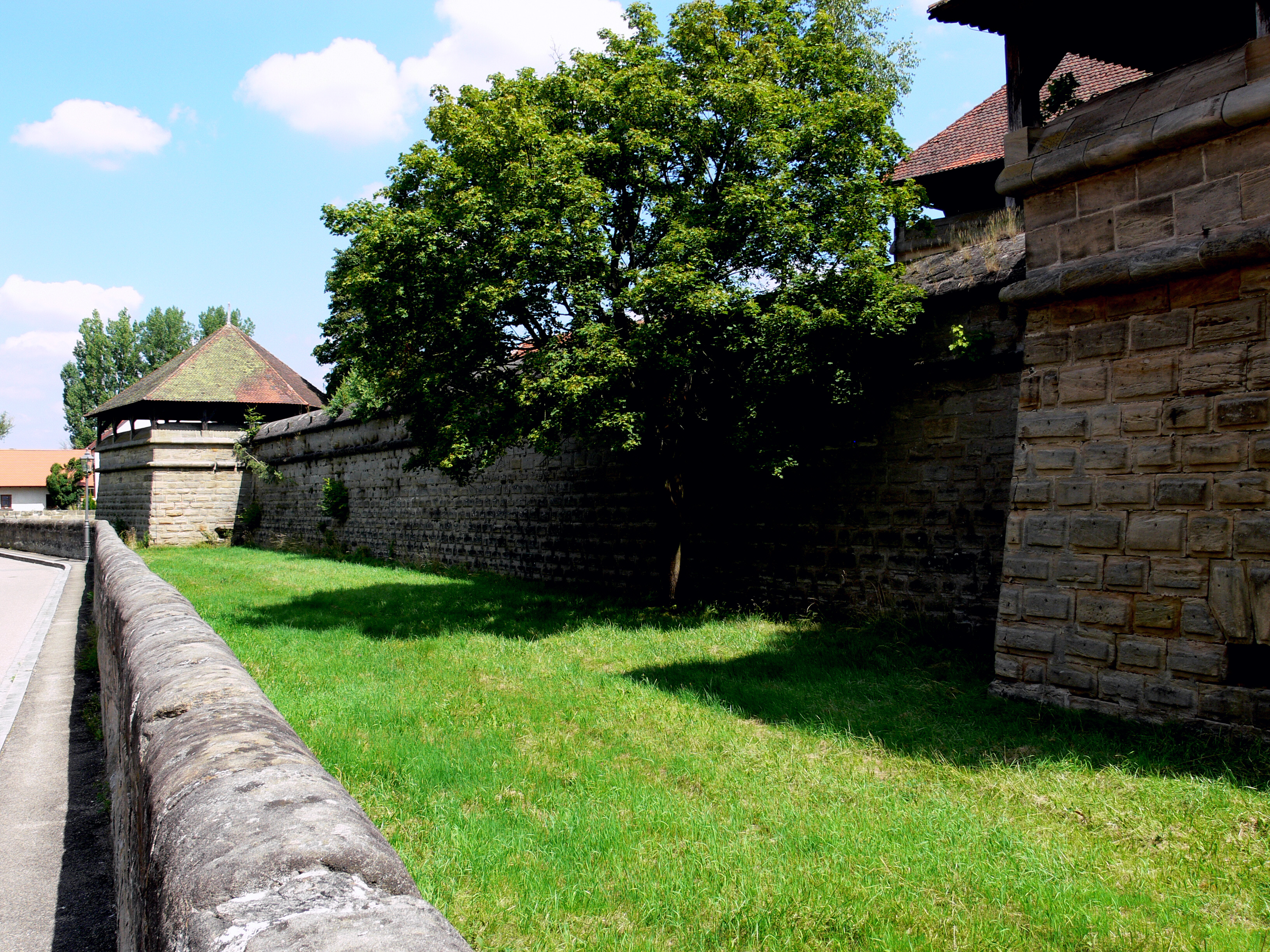
Zwei Basteien mit Abwurfdächern. Die Kurtine mit ihren Dachkonsolen wird von einem Kavalier überragt (Festung Lichtenau)

Ein Abwurfdach (Abwerfbares Dach) schützte als leicht demontierbare Konstruktion die Kurtinen, Kavaliere und Bastionen einiger frühneuzeitlicher Festungsbauten. Die Verwendung dieser Dachform im mittelalterlichen Burgenbau ist hingegen wissenschaftlich nicht belegbar.

## Mittelalterliche Abwurfdächer
Im 19. Jahrhundert entwickelten Architekturhistoriker wie August Essenwein die Vorstellung, dass im 12. Jahrhundert die Hauptgebäude einer Burganlage durchgehend mit Wehrplatten abschlossen, die jeweils nur von einem „provisorischen, leicht abnehmbaren Schutzdach“ überdeckt waren. Diese hier als Abwurfdächer bezeichneten Provisorien hätten sowohl Wehrbauten wie den Bergfried als auch Wohnbauten wie den Palas überdacht und wären im Fall einer Belagerung schnell abbaubar gewesen, damit auf den Wehrplattformen Wurfmaschinen zur Verteidigung der Burg aufgestellt werden konnten.
Diese Ansicht wurde bereits von Otto Piper angezweifelt als „etwas, das man sich wohl als zweckmäßig erdenken konnte, der Wirklichkeit aber durchweg nicht entspricht.“ Piper verweist unter anderem darauf, dass es keine mittelalterlichen Quellen über Abwurfdächer gibt, dagegen jedoch mehrere Berichte über Belagerungen, in denen erwähnt wird, dass feindliche Geschosse die Dächer einer Burg zerstörten, was auf herkömmliche feste Dachkonstruktionen hinweist.
Die neuere Burgenforschung geht darüber hinaus davon aus, dass die Mehrzahl der mitteleuropäischen Burgen nicht gegen groß angelegte Belagerungen konzipiert war, sondern gegen kleinere Angriffe und Handstreiche. Da die meisten Burgen nicht bloß die militärische Funktion einer Festung hatten, sondern gleichzeitig auch adlige Wohnbauten waren, sind provisorische Dächer als Normalzustand ohnehin unwahrscheinlich. Über die Dachkonstruktionen hochmittelalterlicher Burgen ist abgesehen davon kaum etwas bekannt, da sie in späteren Zeiten in der Regel umgebaut wurden, beziehungsweise sich bei Ruinen nicht erhalten haben.

## Abwurfdächer im frühneuzeitlichen Festungsbau
Ab etwa 1550 lässt sich die tatsächliche Verwendung solcher Dachkonstruktionen im Festungsbau jedoch belegen. Im Einflussbereich der fränkischen Reichsstadt Nürnberg haben sich einige Abwurfdächer bis in die Gegenwart erhalten oder wurden rekonstruiert. So werden etwa einige Kavaliere und Bastionen der reichsstädtischen Festung Lichtenau bei Ansbach von derartigen Konstruktionen überdacht. Dort belegen auch zahlreiche Konsolsteine an den Kurtinen eine geplante Ausführung, die aber den zeitgenössischen Bildquellen nach nicht realisiert wurde. Eine Vogelschauansicht aus der Zeit des Dreißigjährigen Krieges (um 1630, Schwedisches Staatsarchiv) zeigt die Wehranlage mit Abwurfdächern auf vier der fünf Bastionen. Auch die drei Kavaliere tragen entsprechende offene Aufbauten. Über den Kurtinen sind keine Dächer erkennbar. Die Ansicht entspricht weitgehend dem gegenwärtigen Zustand der Renaissancefestung.
Beim Wiederaufbau der bis zum Zweiten Weltkrieg weitgehend erhaltenen Stadtbefestigung Nürnbergs wurden einige Mauerabschnitte wieder in dieser Weise überdacht. Die Ständer der Dachstühle ruhen ebenfalls auf Steinkonsolen, die aus der Mauerflucht ausspringen oder der Mauerbrüstung aufgesetzt wurden.
Diese Nürnberger Vorbilder wurden auch von anderen fränkischen und schwäbischen Reichsstädten übernommen (Stadtbefestigung Nördlingen, Spitalbastei Rothenburg ob der Tauber).
Die Geschichte dieses Bautyps ist wissenschaftlich noch weitgehend unerforscht. Auch im zeitgenössischen italienischen Festungsbau sind Abwurfdächer oder leichte Dachkonstruktionen belegbar (Fortezza da Basso, Florenz). Die fränkischen Militäringenieure orientierten sich im 16. Jahrhundert überwiegend an italienischen Innovationen.